# Buena Vista (Paraguai)
Buena Vista é um distrito do Paraguai, localizado no departamento de Caazapá. Possui uma população de 5.934 habitantes e sua economia é baseada na pecuária e turismo.

## Transporte
O município de Buena Vista é servido pelas seguintes rodovias:
- Caminho em terra ligando a cidade ao município de San Juan Nepomuceno
- Caminho em terra ligando a cidade ao município de Tres de Mayo
- Caminho em terra ligando a cidade ao município de Caazapá [1][2][3]